# اکانتو (فینیکس)
اکانتو (به انگلیسی: Encanto) یک منطقهٔ مسکونی در ایالات متحده آمریکا است که در فینیکس، آریزونا واقع شده‌است. اکانتو ۲۰٫۷۲ کیلومتر مربع مساحت و ۵۴٬۶۱۴ نفر جمعیت دارد.